# 傑克遜鎮區 (阿肯色州牛頓縣)
傑克遜鎮區（英語：Jackson Township）是位於美國阿肯色州牛頓縣的一個行政鎮區。

## 地方資料
傑克遜鎮區的面積為155.23平方千米，當中陸地面積為154.29平方千米，而水域面積為0.94平方千米。根據2010年美國人口普查的數據，當地共有人口1620人，而人口密度為每平方千米10.44人。